# Слободченко Василь Опанасович
Василь Опанасович Слободченко (1920, село Жаровня Смоленської губернії, тепер Рославльського району Смоленської області, Російська Федерація — 1982, місто Запоріжжя) — український радянський діяч, 2-й секретар Запорізького обкому КПУ. Депутат Верховної Ради УРСР 5—6-го скликань.

## Біографія
Народився в лютому 1920 року в родині селянина-бідняка. Трудову діяльність розпочав у 1934 році колгоспником у Михайлівському районі Дніпропетровської (тепер — Запорізької) області.
У 1937—1940 роках — на радянській та комсомольській роботі у Михайлівському районі Дніпропетровської (Запорізької) області.
Член ВКП(б) з 1940 року.
Призваний у Червону армію в 1940 році Михайлівським районним військовим комісаріатом Запорізької області. Учасник німецько-радянської війни з 1941 року. Після закінчення Ленінградського військово-політичного училища брав участь у бойових операціях окремого розвідувального батальйону 42-ї армії, був партійним організатором 792-го окремого артилерійського розвідувального дивізіону Резерву Головного командування. Служив військовим комісаром артилерійської батареї, заступником командира артилерійської дивізії, секретарем партійного бюро артилерійської дивізії в складі Ленінградського і 1-го Українського фронтів. У 1946 році демобілізований із армії.
У 1946—1949 роках — завідувач відділу Андріївського районного комітету КП(б)У Запорізької області. З 1949 року — завідувач відділу пропаганди і агітації Куйбишевського районного комітету КП(б)У Запорізької області; секретар, 2-й секретар Куйбишевського районного комітету КПУ Запорізької області.
У 1957 році закінчив Вищу партійну школу при ЦК КПРС.
До 1958 року — 1-й секретар Куйбишевського районного комітету КПУ Запорізької області.
3 лютого 1958 — січень 1963 року — 2-й секретар Запорізького обласного комітету КПУ.
15 січня 1963 — 15 грудня 1964 року — секретар Запорізького сільського обласного комітету КПУ — голова сільського обласного комітету партійно-державного контролю. Одночасно, в січні 1963 — грудні 1964 року — заступник голови виконавчого комітету Запорізької сільської обласної Ради депутатів трудящих
У грудні 1964 — лютому 1966 року — секретар Запорізького обласного комітету КПУ. Одночасно, в грудні 1964 — грудні 1965 року — заступник голови виконавчого комітету Запорізької обласної Ради депутатів трудящих — голова обласного комітету партійно-державного контролю.
У грудні 1965 — після 1971 року — голова Запорізького обласного комітету народного контролю.
До березня 1982 року — начальник житлового управління виконавчого комітету Запорізької обласної ради народних депутатів.
Помер у середині березня 1982 року в місті Запоріжжі.

## Звання
- старший лейтенант
- капітан

## Нагороди
- орден Трудового Червоного Прапора (26.02.1958)
- орден Червоної Зірки (3.04.1944)
- ордени
- медалі
- Почесна грамота Президії Верховної Ради Української РСР (24.02.1970)